# Ulfa Silpiana
Ulfa Silpiana (* 8. März 1997) ist eine indonesische Sprinterin, die sich auf die 200-Meter-Distanz spezialisiert.

## Sportliche Laufbahn
Erste internationale Erfahrungen sammelte Ulfa Silpiana bei den Jugendweltmeisterschaften 2013 in Donezk, bei denen sie im 200-Meter-Lauf mit 25,09 s im Vorlauf ausschied. Sie qualifizierte sich aber für die Olympischen Jugendspiele in Nanjing und wurde dort in 25,18 s Vierte. 2017 erhielt sie ein Freilos für die Weltmeisterschaften in London, bei denen sie aber mit 25,23 s in der Vorrunde ausschied. 2018 nahm sie mit der indonesischen 4-mal-400-Meter-Staffel an den Asienspielen im heimischen Jakarta teil, wurde dort aber disqualifiziert.

## Bestleistungen
- 200 Meter: 24,86 s (−0,4 m/s), 13. Februar 2018 in Jakarta